# Alliance internationale des partis libertariens
 (mai 2023).
L'Alliance internationale des partis libertariens (AIPL, IALP en anglais) est une association suisse créée en 2015, visant à regrouper les partis politiques se réclamant du libertarianisme.

## Membres
Les dix partis fondateurs sont indiqués par un astérisque après le nom.
| Pays (ou région)   | Nom                             | Acronyme | Année de fondation |
| ------------------ | ------------------------------- | -------- | ------------------ |
| Allemagne          | Parti de la raison*             | PDV      | 2009               |
| Australie          | Parti libéral démocrate (en)    | LDP      | 2001               |
| Canada             | Parti libertarien du Canada     |          | 1973               |
| Colombie           | Mouvement libertarien           |          | 2015               |
| Écosse             | Parti libertarien écossais (en) |          | 2012               |
| Espagne            | Parti libertarien (ca)*         | P-LIB    | 2009               |
| États-Unis         | Parti libertarien*              |          | 1971               |
| France             | Parti libertarien*              | PLIB     | 2013               |
| Italie             | Mouvement libertarien (en)      | ML       | 2005               |
| Norvège            | Parti capitaliste (en)          |          | 2014               |
| Pays-Bas           | Parti libertarien (en)*         | LP       | 1993               |
| Pologne            | Nouvel espoir*                  | NN       | 2015               |
| Portugal           | Parti libertarien               |          | 2016               |
| République tchèque | Parti des citoyens libres       |          | 2009               |
| Royaume-Uni        | Parti libertarien (en)          | LPUK     | 2007               |
| Russie             | Parti libertarien de Russie*    |          | 2008               |
| Suède              | Parti libéral (en)              |          | 2004               |
| Suisse             | Parti libertarien*              |          | 2014               |

### Anciens partis membres
| Pays (ou région) | Nom                                      | Acronyme | Années d'existence |
| ---------------- | ---------------------------------------- | -------- | ------------------ |
| Afrique du Sud   | Parti libertarien d'Afrique du Sud*      | LiPSA    | 2014-              |
| Côte d'Ivoire    | Liberté et démocratie pour la République | LIDER    | 2011-              |
| Belgique         | Parti libertarien*                       | P-Lib    | 2012-2023          |